# Sthenognatha stenognatha
Sthenognatha stenognatha är en fjärilsart som beskrevs av Felder 1875. Sthenognatha stenognatha ingår i släktet Sthenognatha och familjen björnspinnare. Inga underarter finns listade i Catalogue of Life.